# Randall Frakes
Randall Frakes (* um 1949) ist ein US-amerikanischer Filmschaffender und Autor. Gelegentlich trat er auch unter den Namen R.L.A. Frakes und Randy Frakes in Erscheinung. Frakes ist vor allem für seine langjährige Zusammenarbeit mit James Cameron bekannt.

## Leben
Randall Frakes wuchs im kalifornischen Brea auf. Bereits in früher Jugend interessierte er sich für das Filmemachen. Während der High School drehte er erste 8-mm-Kurzfilme, von denen einige im örtlichen Kino vor den Hauptfilmen gezeigt wurden.
Nach Abschluss der Schule ging Frakes zur United States Army. Während seiner Dienstzeit war in zunächst in Südkorea und später in Deutschland stationiert, wo er als Redakteur die Zeitung des 16th Signal Battalion betreute. Für seine Investigativ-Reportage über Korruption und Dienstverstöße im Army-Standort Mannheim wurde er von der Truppenzeitung Stars and Stripes mit einem Preis ausgezeichnet.
Nach dem Ausscheiden aus dem aktiven Dienst studierte Frakes am Columbia College Hollywood Filmwissenschaften, mit Schwerpunkten auf Drehbuch und Produktion.
Bekannt wurde Frakes vor allem durch seine langjährige Zusammenarbeit mit Regisseur James Cameron, mit dem er auch privat sehr eng befreundet ist. In den frühen 1970er Jahren schrieben beide zusammen erste Kurzgeschichten und Drehbücher. Cameron, William Wisher Jr. und Frakes produzierten 1978 gemeinsam den Kurzfilm Xenogenesis, bei dem Cameron und Frakes die Regie übernahmen und Wisher die Hauptrolle spielte.
Danach arbeitete Frakes zuerst als Special-Effects-Kameramann für Roger Cormans New World Pictures, für die auch Cameron zu dieser Zeit tätig war. So war Frakes für die Spezialeffekte bei den Filmen Sador – Herrscher im Weltraum (1980), Die Klapperschlange (1981) und Planet des Schreckens (1981) tätig. Parallel entstanden erste Drehbücher, die allerdings nicht zur Umsetzung kamen.
Nachdem Cameron 1981 in einem Traum die Idee zu Terminator hatte, beriet er sich mit Wisher und Frakes über den ersten Drehbuchentwurf. Cameron verkaufte diesen später für 1 Dollar an die Produzentin Gale Anne Hurd unter der Bedingung, dass er die Regie übernehmen dürfe. Cameron und Hurd verfeinerten das Drehbuch weiter und erhielten alleinige Writing Credits. Frakes verfasste dann gemeinsam mit Wisher den offiziellen Terminator-Roman. Danach schrieb Frakes zahlreiche weitere Drehbücher für Filme wie Roller Blade, Hell Comes to Frogtown, Roller Blade Warriors: Taken by Force oder Twisted Fate, die alle vom Trashfilm-Regisseur Donald G. Jackson verfilmt wurden.
1992 verfasste er auf Basis von Camerons und Wishers Drehbuch zu Terminator 2 – Tag der Abrechnung den offiziellen Roman zum Film.
Nach Camerons Erfolg mit Titanic erstellte Frakes das Buch Titanic: James Cameron's Illustrated Screenplay, mit Kommentaren zum Drehbuch und einem Interview mit Cameron. An den meisten Projekten Camerons war Frakes als Berater beteiligt.

## Filmografie (Auswahl)
Drehbuchmitarbeit
- 1978: Xenogenesis (Kurzfilm)
- 1986: Roller Blade
- 1988: The Hunter – Ein erbarmungsloser Jäger (Hell Comes to Frogtown)
- 1989: Roller Blade Warriors: Taken by Force
- 1991: American Steel
- 1992: Deadly Avenger
- 1993: Twisted Fate
- 1994: The Force
- 2000: Whitmans Rückkehr (Blowback)
- 2000: Sacrifice – Der Sweetwater-Killer (Sacrifice, Fernsehfilm)
- 2001: Altar des Satans (Devil's Prey)
- 2001: Tödliche Tarnung (Instinct to Kill)
- 2002: Bad Karma
- 2003: Killing Candy (Stealing Candy)
- 2010: Groupie – Sie beschützt die Band (Groupie)
- 2016: Zaatari (Kurzfilm)

Regie
- 1978: Xenogenesis (Kurzfilm)

Produzent
- 1978: Xenogenesis (Kurzfilm)
- 1988: The Hunter – Ein erbarmungsloser Jäger (Hell Comes to Frogtown)
- 1993: Twisted Fate

Spezialeffekte
- 1980: Sador – Herrscher im Weltraum (Battle Beyond the Stars)
- 1981: Die Klapperschlange (John Carpenter’s Escape from New York)
- 1981: Planet des Schreckens (Galaxy of Terror)

## Schriften
- The Terminator. A Novel. (mit Bill Wisher) Spectra, 1985, ISBN 978-0553253177.
- Terminator 2: Judgement Day. A Novel. Spectra, 1991, ISBN 978-0553291698.
- Titanic: James Cameron's Illustrated Screenplay. It Books, 1999, ISBN 978-0060953072.